# David Baszucki
David Baszucki, noto anche con lo pseudonimo di builderman (20 gennaio 1963), è un imprenditore, ingegnere e programmatore statunitense.
Nato in Canada, è meglio conosciuto come  vecchio co-fondatore e CEO di Roblox Corporation. In precedenza è stato co-fondatore e CEO di Knowledge Revolution, acquisita da MSC Software nel dicembre 1998.

## Biografia
Baszucki è nato il 20 gennaio 1963 in Canada. Ha frequentato la Eden Prairie High School di Eden Prairie, Minnesota, dove era il capitano della sua squadra di quiz televisivi del liceo. Successivamente ha condotto il suo talk show radiofonico per KSCO Radio Santa Cruz da febbraio a luglio 2003. Baszucki ha studiato ingegneria e informatica alla Stanford University. Si è poi laureato nel 1985 come General Motors Scholar in ingegneria elettrica.